# Colis Privé
Colis Privé est une entreprise française de livraison de colis à domicile et en relais pour les particuliers, concurrent privé du groupe La Poste. C'est une entreprise de taille intermédiaire existant depuis 1993.

## Histoire
En 1993, La Poste fait face à un mouvement de grève important. Pour éviter la dépendance au service public, Yves Rocher crée alors Distrihome à Nantes, qui deviendra Colis Privé, afin d'assurer la livraison à domicile des petits paquets Yves Rocher et des messages publicitaires.
Initialement, la distribution était assurée uniquement dans le Grand-Ouest de la France.
En 2006, la société change d'actionnaires et devient la possession d'Adrexo, filiale de Spir Communication. Elle prend le nom d'Adrexo Colis, puis de Colis Privé en 2012.
En 2014, Amazon devient actionnaire de Colis Privé tout en restant minoritaire au capital de l'entreprise. Colis Privé distribue à l'époque les produits d'entreprises comme ASOS, Vertbaudet ou Pixmania. Elle s'associe ensuite avec Mondial Relay afin de faciliter le retrait en point relais. La société se développe au Maroc sous la forme d'un contrat de licence, en Belgique et au Luxembourg.
En 2022, la filiale Ceva Logistics de la société CMA CGM acquiert Colis Privé. L'objectif est d'internaliser ses solutions logistiques pour ses clients e-commerce.